# Commodores (álbum)
Commodores es el epónimo álbum publicado en 1977 por The Commodores. El álbum pasó ocho semanas en la cima de la R&B/Soul Albums Chart, fue el segundo de sus álbumes en llegar y fue el primero que alcanzó el Top 5.

## Recepción
La banda utilizó una variedad de estilos musicales para este álbum, resaltada por el himno popular del sexo «Brick House». Con Walter Orange de líder y línea de bajo por  Ronald LaPread, esta canción llegó al número 5 del Billboard Hot 100 y al número 4 en el R&B Chart. Como su segunda canción, «Brick House» impulsó a los Commodores a convertirse en los artistas líderes del R&B.
En contraste con «Brick House», «Easy» es una balada de pop y soul escrita y cantada por Lionel Richie combinando con el estilo country del sur del país. Una famosa versión de Easy fue grabada por la banda Faith No More [cita requerida].
«Zoom» es una de las canciones más conocidas de los Commodores, a pesar de no ser lanzada como  un sencillo en los Estados Unidos. Alcanzó el puesto número 38 en el Reino Unido. Fergie muestra un sample de «Zoom» en su canción «All That I Got (The Make-Up Song)» incluida en el álbum  The Dutchess.
En el Reino Unido, este álbum fue lanzado bajo el nombre de Zoom en Tamla-Motown STML 12057.
El álbum fue dedicado a Kathy Faye LaPread, la esposa del guitarrista Ronald LaPread, quien murió de cáncer en aquella época.

## Lista de temas
1. Squeeze the Fruit - (Walter Orange)  2:58
2. Funny Feelings - (Lionel Richie, Thomas McClary)  4:50
3. Heaven Knows - (Lionel Richie, Thomas McClary)  4:48
4. Zoom - (Lionel Richie, Ronald La Pread) 6:43
5. Won't You Come Dance With Me - (Lionel Richie, Thomas McClary)  3:49
6. Brick House -  (Lionel Richie, Milan Williams, Walter Orange, Ronald La Pread, Thomas McClary, William King)  3:28
7. Funky Situation - (William King)  3:44
8. Patch It Up - (Milan Williams)  3:59
9. Easy - (Lionel Richie)  4:14

## Posicionamiento
| Año  | Álbum      | Posición máxima | Posición máxima |
| Año  | Álbum      | US              | US R&B          |
| ---- | ---------- | --------------- | --------------- |
| 1977 | Commodores | 3               | 1               |

### Sencillos
| Año  | Sencillo      | Posiciones máximas | Posiciones máximas | Posiciones máximas |
| Año  | Sencillo      | US                 | US R&B             | US Dance           |
| ---- | ------------- | ------------------ | ------------------ | ------------------ |
| 1977 | «Brick House» | 5                  | 4                  | 34                 |
| 1977 | «Easy»        | 4                  | 1                  | —                  |